# Фінгер (Теннессі)
Фінгер (англ. Finger) — місто (англ. city) в США, в окрузі МакНері штату Теннессі. Населення — 276 осіб (2020).

## Географія
Фінгер розташований за координатами 35°21′25″ пн. ш. 88°37′3″ зх. д. / 35.35694° пн. ш. 88.61750° зх. д. (35.356861, -88.617373).  За даними Бюро перепису населення США в 2010 році місто мало площу 3,95 км², уся площа — суходіл.

## Демографія
Згідно з переписом 2010 року, у місті мешкало 298 осіб у 115 домогосподарствах у складі 82 родин. Густота населення становила 75 осіб/км².  Було 137 помешкань (35/км²).
Расовий склад населення:
| - 94,6 % — білих - 2,0 % — чорних або афроамериканців - 0,3 % — корінних американців - 0,3 % — азіатів - 1,7 % — осіб інших рас |

До двох чи більше рас належало 1,0 %. Частка іспаномовних становила 4,7 % від усіх жителів.
За віковим діапазоном населення розподілялося таким чином: 24,5 % — особи молодші 18 років, 56,0 % — особи у віці 18—64 років, 19,5 % — особи у віці 65 років та старші. Медіана віку мешканця становила 39,8 року. На 100 осіб жіночої статі у місті припадало 93,5 чоловіків;  на 100 жінок у віці від 18 років та старших — 89,1 чоловіків також старших 18 років.
Середній дохід на одне домашнє господарство  становив 43 144 долари США (медіана — 34 167), а середній дохід на одну сім'ю — 46 255 доларів (медіана — 36 875). Медіана доходів становила 40 313 долари для чоловіків та 25 208 доларів для жінок. За межею бідності перебувало 16,2 % осіб, у тому числі 26,7 % дітей у віці до 18 років та 8,2 % осіб у віці 65 років та старших.
Цивільне працевлаштоване населення становило 125 осіб. Основні галузі зайнятості: освіта, охорона здоров'я та соціальна допомога — 23,2 %, виробництво — 20,0 %, роздрібна торгівля — 12,0 %, мистецтво, розваги та відпочинок — 12,0 %.